# Studzienka Bamberki w Poznaniu
Studzienka Bamberki – studzienka na poznańskim Starym Rynku, znajdująca się pod zachodnią ścianą Ratusza. Cokół został zaprojektowany według pomysłu poznańskiego budowniczego Stahla, zaś posąg odlany z brązu jest dziełem rzeźbiarza Józefa Wackerle, któremu pozowała jedna z pracownic winiarni Goldenringa – Jadwiga Gadziemska z Piątkowa. Sama modelka nigdy nie miała nic wspólnego z Bambrami, w tamtych czasach była po prostu pracownicą winiarni.
Figurka przedstawia kobietę w stroju bamberskim, z nosidłami i konwiami używanymi w winiarstwie. Basen studzienki, do którego woda spływała dwoma strumieniami, przeznaczony był na poidło dla koni, lecz korzystała z niego również ludność miasta. Prócz tego były tam też dwa małe poidła dla psów oraz tablica z nazwiskiem fundatora, poznańskiego kupca i winiarza Leopolda Goldenringa.
Odsłonięcia studzienki z dziewczyną w stroju bamberskim dokonano w 1915 roku. Wznosiła się ona pierwotnie na Starym Rynku przed domkami budniczymi, na wprost ul. Woźnej. W 1929 roku na wniosek magistratu studzienkę przeniesiono pod zachodnią ścianę starego ratusza. Po zakończeniu II wojny światowej Bamberkę przechowywano w magazynach i dopiero w 1964 roku ustawiono ją przy ul. Mostowej, przed budynkiem dawnej loży masońskiej. W 1977 studzienka powróciła na Stary Rynek, gdzie postawiono ją w pobliżu miejsca, w którym stała w okresie międzywojennym. W 1998 roku przy studzience kanclerz Niemiec Helmut Kohl spotkał się z poznańskimi Bambrami.
Studzience poświęcony jest wiersz Bambereczka autorstwa Kazimiery Iłłakowiczówny.